# Svegs församling
Svegs församling var en församling i Härnösands stift och i Härjedalens kommun i Jämtlands län. Församlingen uppgick 2006 i Svegsbygdens församling.
Församlingskyrka var Svegs kyrka.

## Administrativ historik
Församlingen har medeltida ursprung. Ur församlingen utbröts omkring 1400 Hede församling, 1407 Lillhärdals församling, 1466 Överhogdals församling, mellan 1566 och 1588 Älvros församling och 1798 Linsells församling.
Församlingen var till slutet av 1400-talet moderförsamling i pastoratet Sveg, Hede och Lillhärdal som från 1466 också omfattade Överhogdals församling. Från slutet av 1400-talet till 1867 moderförsamling i pastoratet Sveg, Lillhärdal och Överhogdal (var dock utanför pastoratet mellan 8 april 1564 och 1570 och utgick därur 1 maj 1814) som från omkring 1580 även omfattade Älvros församling och från 1798 Linsells församling. Från 1867 till 2006 moderförsamling i pastoratet Sveg, Älvros och Linsel. Församlingen uppgick 2006 i Svegsbygdens församling.
Före 1967 var församlingen delad av kommungräns och därför hade den två församlingskoder, 233002 för delen i Svegs landskommun och 236100 för delen i Svegs köping.